# Campeonex
Campeonex és una pel·lícula de comèdia dramàtica esportiva espanyola de 2023 dirigida per Javier Fesser i escrita per Fesser i Athenea Mata, amb la col·laboració de David Marqués. És una seqüela de la pel·lícula Campeones de 2018. Un cop més, és protagonitzada per Jesús Vidal, Gloria Ramos, Juan Margallo, Sergio Olmo, Jesús Lago Solís, José de Luna, Fran Fuentes, Alberto Nieto, Roberto Chinchilla i Stefan López, i incorpora a Elisa Hipólito, Brian Albacete "Brianeitor", Jelen García i Claudia Fesser. Es va estrenar el 18 d'agost de 2023 a cinemes espanyols.

## Argument
Quan la nova entrenadora novençana de l'equip dels "campions" acaba matriculant-los en atletisme en lloc de bàsquet, se succeiran una sèrie de situacions boges a causa de les exigències de la nova disciplina i la sorprenent capacitat de l'entrenadora per atreure tot tipus de desgràcies i calamitats.

## Repartiment
Els actors que van participar en aquesta pel·lícula són:
- Jesús Vidal com a Marín
- Gloria Ramos com a Collantes
- Elisa Hipólito com a Cecilia
- Juan Margallo com a Julio
- Claudia Fesser com a Carlota
- Sergio Olmo com a Sergio
- Jesús Lago Solís com a Jesús
- José de Luna com a Juanma
- Fran Fuentes com a Paquito
- Alberto Nieto com a Benito
- Roberto Chinchilla com a Román
- Stefan López com a Manuel
- Ángel Molina com a Antonio
- Jelen García com a Andy
- Brian Albacete "Brianeitor" com a ell mateix.
- Juan Pino Rodil
- Carolina Rubio com a la germana de Brianeitor *Irziar Castro como madre de Jesus

## Producció
La fotografia principal va començar a fins d'agost de 2022 i va finalitzar a fins de novembre del mateix any a Madrid, durant 9 setmanes.

## Estrena
La pel·lícula es va estrenar a les sales d'Espanya el 18 d'agost de 2023. Es va convertir aquell divendres en la pel·lícula més taquillera amb 603.000 € i una quota de taquilla del 32%. Va acabar amb un cap de setmana d'obertura d'1,72 milions d'euros.

## Reconeixements
| Any  | Premi                                         | Categoria                            | Nominat                                          | Resultat  | Ref    |
| ---- | --------------------------------------------- | ------------------------------------ | ------------------------------------------------ | --------- | ------ |
| 2023 | XXIX Premis Cinematogràfics José María Forqué | Premi al Cinema i Educació en Valors | Premi al Cinema i Educació en Valors             | Nominat   | [ 14 ] |
| 2023 | XXIX Premis Cinematogràfics José María Forqué | Premi de l'Audiència                 | Premi de l'Audiència                             | Guanyador | [ 14 ] |
| 2024 | XXXVIII Premis Goya                           | Millor actor revelació               | Brianeitor                                       | Pendent   | [ 15 ] |
| 2024 | XXXVIII Premis Goya                           | Millor so                            | Tamara Arévalo, Fabiola Ordoyo, Yasmina Praderas | Pendent   | [ 15 ] |